# 1357 Khama
1357 Khama este un asteroid din centura principală, descoperit pe 2 iulie 1935, de Cyril Jackson.